# Азіта Кагреман
Азíта Кагремáн (перс. آزیتا قهرمان, народилася 1962 в місті Мешхеді, Іран) — іранська поетеса, прозаїк і перекладачка. 

## Життєпис
В Ірані викладала перську мову для англомовних студентів, а з 2006 року живе у Швеції, є членом Асоціації письменників Південної Швеції.
Дружина поета Сограба Рагімі (перс. سهراب رحیمی)

## Творчість
Поезії та оповідання перекладені шведською, англійською, французькою, німецькою, іспанською, українською, китайською, турецькою, данською, російською та іншими мовами. 
Українські переклади публікувалися на мистецькому порталі «Жінка-УКРАЇНКА» та вийшли друком у журналі «Бористен».
У перекладах Сергія Дзюби та Надії Вишневської на початку 2017 року побачила світ книжка вибраних віршів українською, російською та перською мовами Азіти Кагреман «Легше, ніж повітря». Цю збірку надруковано в Осло, у Норвегії, у видавництві «Aftab Publication».

## Відзнаки
- Лауреатка Премії принца Вільгельма від шведського ПЕН-клубу (2013).
- Лауреатка Малої Нобелівської премії — Міжнародної премії імені Людвіга Нобеля «Будон» (Удмуртія, 2014).

## Твори

### Твори перською мовою
- Азіта Кагреман. Пісні Єви: Поетична збірка. — Мешгед, 1992—1993. (آوازهای حوا، مجموعه شعر، مشهد، ۱۳۷۱)
- Азіта Кагреман. Осінні скульптури: Поетична збірка. — Мешгед, 1996—1997. (تندیس‌های پاییزی، مجموعه شعر، مشهد، ۱۳۷۵)
- Азіта Кагреман. Забуття має простий ритуал: Поетична збірка. — Мешгед, 2002—2003. (فراموشی آیین ساده‌ای دارد، مجموعه شعر، مشهد، ۱۳۸۱)
- Азіта Кагреман. Тут передмістя ворон: Потетична збірка. — Швеція, 2010—2011. (این‌جا حومه‌های کلاغ است، مجموعه شعر، سوئد، ۱۳۸۸)
- Азіта Кагреман. Прийшла жінка, щоб мене вдягнути: Поетична збірка. — Тегеран, 2011—2012. (زنی آمد مرا بپوشد، مجموعه شعر، تهران؛ ۱۳۸۹)
- Азіта Кагреман. Містерії: Поетична збірка. — Норвегія, 2012—2013. (شبیه‌خوانی، مجموعه شعر، نروژ؛ ۱۳۹۱)
- Азіта Кагреман. Гіпноз у кабінеті доктора Каліґарі: Поетична збірка. — Тегеран, 2014—2015. (هیپنوز در مطب دکتر کالیگاری، مجموعه شعر، تهران، ۱۳۹۳)
- Азіта Кагреман. Човен, який мене привіз: Поетична збірка. — Швеція, 2014—2015. (قایقی که مرا آورد، مجموعه شعر، سوئد، ۱۳۹۳)

### Твори шведською та англійською
- Азіта Кагреман. Чотирикнижжя. — Швеція: Видавництво «Smockadoll», 2010.
- Азіта Кагреман. Сеанс гіпнозу в кабінеті доктора Каліґарі. — Швеція, 2012—2013.
- Азіта Кагреман. Вибрані поезії англійською. — Лондон, 2012—2013.
- Азіта Кагреман. Подорожні записки з Серендіба. — Швеція, 2013—2014.
- Азіта Кагреман. Подорожні записки з Серендіба (англ.). — Швеція, 2014—2015.
- Азіта Кагреман. Кілька вибраних оповідань англійською. — Швеція, 2015—2016.

### Переклади
- «Там, де закінчується тротуар». Шел Сілверстайн.
- «Світло темряви». Томас Транстремер.
- «Проста оповідка». Марі Лондквіст.
- «Місто без оборонного муру». Маґнус Вільям Ольсон.
- «Жінки в Копенгаґені». Нільс Гау.